# Friedrich Küchenmeister

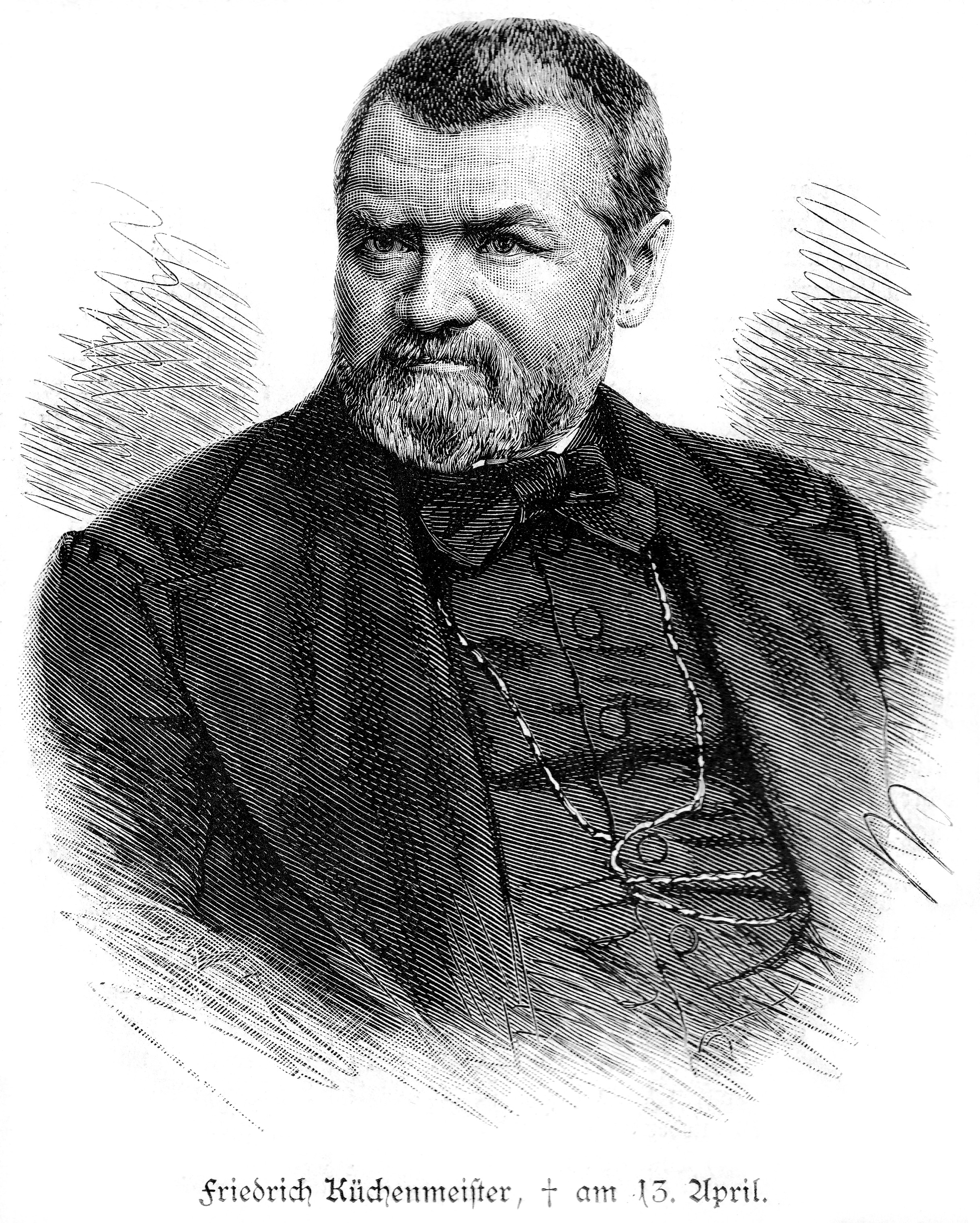
Friedrich Küchenmeister

Gottlieb Heinrich Friedrich Küchenmeister oder Gottlob Friedrich Heinrich Küchenmeister (* 22. Januar 1821 in Buchheim bei Lausick; † 13. April 1890 in Dresden) war ein deutscher Mediziner, unter anderem Epidemiologe und Helminthologe.

## Leben
Küchenmeister wurde 1821 als Sohn eines Pfarrers geboren.
Den ersten Unterricht erhielt Küchenmeister durch einen Hauslehrer. Ab 1835 (im Alter von 14 Jahren) besuchte er dann 4½ Jahre lang die Kreuzschule in Dresden.
Sein Vater hätte ihn gerne auch als Pfarrer gesehen, doch Küchenmeister fühlte sich nicht zum Theologen berufen und absolvierte nach seinem Schulabschluss zu Ostern 1840 zunächst bei Otto Linné Erdmann eine Famulatur, bevor er in Leipzig ein Medizinstudium aufnahm.
1842 bestand er sein Baccalaureatsexamen und im Jahre 1845 das Rigorosum. 1846 wurde er zum Doktor der Medizin promoviert.
Bereits seit 1844 absolvierte Küchenmeister neben seinem Studium eine Famulatur bei Carl Haubold (1796–1862), dem Vorstand der homöopathischen Klinik in Leipzig, und wirkte zunächst als Homöopath in Leipzig.
Doch schon Anfang 1846 nahm er – unzufrieden mit der Homöopathie – erneut ein Medizinstudium in Prag auf, wo er u. a. Student bei Johann Oppolzer, Franz von Pitha, Ferdinand von Arlt und Joseph Hasner von Artha war.
Im Juli 1848 ließ er sich als Arzt in Zittau nieder. Im Herbst desselben Jahres heiratete er die Kaufmannstochter Klara Kämmel.
Aus dieser Ehe gingen drei Kinder hervor.
Nach dem Tod seiner Ehefrau im Jahre 1873 ging er einige Jahre später eine zweite Ehe mit Hedwig Rebsch-Schöppenthau ein.
1856 zog er nach Dresden. Ab 1859 war er am Stadtkrankenhaus Friedrichstadt tätig. Er forschte über Bandwürmer, Trichinen und andere Parasiten und verfasste darüber etliche Fachwerke; außerdem gab er die Allgemeine Zeitschrift für Epidemiologie heraus. 1852 erregte seine Theorie, Blasenwürmer seien Bandwürmer im Jugendzustand, Aufmerksamkeit in Fachkreisen. Im Jahr 1856 wurde er zum Mitglied der Leopoldina gewählt.

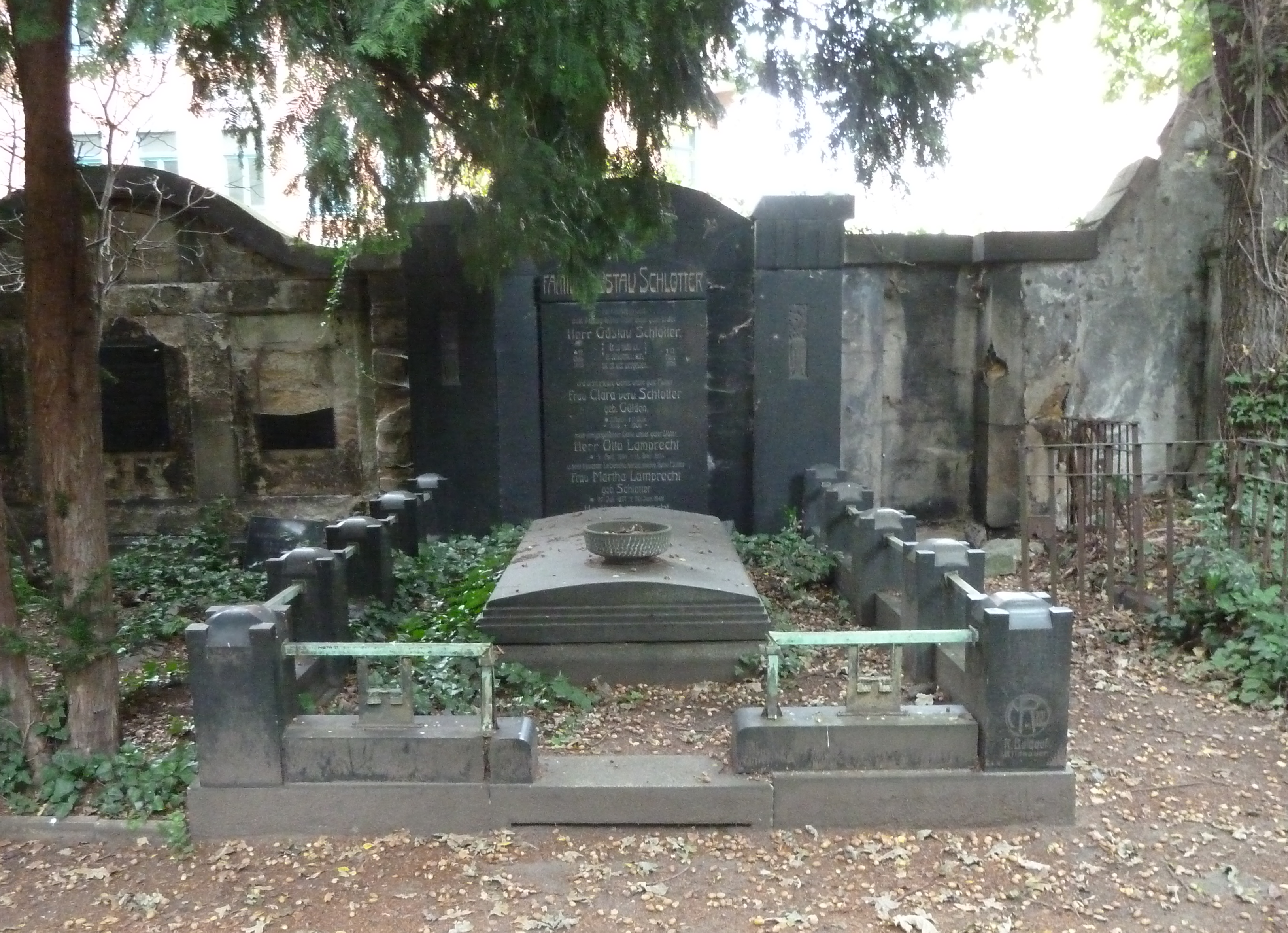
Grabstelle Friedrich Küchenmeisters auf dem Inneren Neustädter Friedhof

Küchenmeister war einer der Hauptverfechter der Feuerbestattung, da er in den Fäulnis- und Verwesungsgasen, die bei einer Erdbestattung entstehen, die Gefahr der Bodenvergiftung sah. Er gründete 1873 in Dresden den Verein Die Urne – Verein für facultative Leichenverbrennung. Gemeinsam mit dem Leipziger Polizeiarzt Carl Reclam gewann er den Ingenieur Friedrich Siemens dafür, in seiner Glasfabrik auf der Freiberger Straße einen Ofen für die Leichenverbrennungen zu entwickeln. Erste Versuche mit dem von Siemens auf eigene Kosten entwickelten Apparat wurden im Sommer 1874 mit Kadavern von Pferden, Schweinen und Hammeln durchgeführt und im Oktober desselben Jahres folgte die erste Leichenverbrennung: Lady Katherine Dilke (1842–1874), erste Ehefrau des britischen Unterstaatssekretärs Sir Charles Dilke (1843–1911), hatte testamentarisch verfügen lassen, nach ihrem Tod verbrannt zu werden, was in England noch nicht möglich war. So fand am 9. Oktober 1874 in Dresden in dem von Siemens entwickelten Leichenverbrennungsofen die weltweit erste Einäscherung in geschlossenem Feuer statt, wovon Küchenmeister unverzüglich in der Zeitschrift Deutsche Klinik berichtete. Kurze Zeit später stellten Küchenmeister, auch Stadtverordneter, und weitere Befürworter der Feuerbestattung das Gesuch an das Stadtverordnetenkollegium, Leichenverbrennungen in Dresden zuzulassen. In Dresden fand 1876 der erste Europäische Kongress der Freunde der Feuerbestattung statt und ab 1877 wurde die Zeitschrift Die Urne als Organ aller deutschen Vereine für Feuerbestattungen herausgegeben.
Friedrich Küchenmeister war seit dem 29. September 1845 Mitglied im Bund der Freimaurer. Seine Mutterloge war die Apollo in Leipzig. Er bekleidete zudem das Amt des Alt- und Ehrenstuhlmeisters der Loge Zu den drei Schwertern in Dresden. 1863 wurde er der erste Stuhlmeister der neugegründeten Loge Zu den Ehernen Säulen in Dresden.
Seine Grabstelle befindet sich auf dem Inneren Neustädter Friedhof (Nr. 18, 1. Land) in Dresden.

## Schriften (Auswahl)
- Über das Nonnengeräusch in der Jugularis interna und seinen Werth bei Recrutirungen (Zittau 1850)
- Versuche über die Metamorphose der Finnen in den Bandwürmern, 1852.
- Entdeckung über die Umwandlung der sechshakigen Brut gewisser Bandwürmer in Blasenbandwürmer, 1853.
- Ueber Cestoden im Allgemeinen und die des Menschen insbesondere, 1853.
- F. de Filippi und Friedrich Küchenmeister: Uebersetzung der Arbeit de Filippis: „Sull' origine delle Perle, del dottore F. de Filippi, professore di Zoologia nella Regia Universitá di Torino. – Estratto dal Cimento, Fascicolo IV, Torino 1852“, nebst auf eigene Untersuchungen gegründeten Anmerkungen, Archiv für Anatomie, Physiologie und wissenschaftliche Medicin 1856, S. 251–268.
- Die in und an dem Körper des lebenden Menschen vorkommenden Parasiten. Lehr- und Handbuch, Band 1, Leipzig, B.G. Teubner 1855.
- Zur Frage über die Zweckmäßigkeit des Fortbestehens der chirurgisch-medizinischen Academie zu Dresden (1858)
- Über die Blume „Schuschan“ an den Säulen des Salomonischen Tempels, 1860
- Die mikroskopische Fleischschau (= Jahresberichte der Gesellschaft für Natur- und Heilkunde zu Dresden 1861–1862, 23. Januar 1863)
- Über die Notwendigkeit und allgemeine Durchführung einer mikroskopischen Fleischschau. Allen Medicinalbehörden des In- und Auslandes, sowie speziell den Stadträten und Stadtverordneten zu Dresden vorgelegt, bei C. Heinrich 1864.
- Die wandernde Milz: ihre Diagnose und Behandlung durch Torsion und Exstirpation (1865)
- Die Krankheiten der Ovarien, ihre Diagnose und Behandlung von Thomas Spencer Wells und Friedrich Küchenmeister (Leipzig 1866)
- Ueber Heilige und Päpste aus dem ärztlichen Stande (1868)
- Die hochgelegenen Plateaus als Sanatorium für Schwindsüchtige (1868)
- Die therapeutische Anwendung des kalten Wassers bei fieberhaften Krankheiten (Berl. 1869)
- Ueber das Vorkommen der Lungenschwindsucht (Phthisis pulmonum) (1869)
- Die verschiedenen Bestattungsarten menschlischer Leichnamen (1870)
- Handbuch der Lehre von der Verbreitung der Cholera (Stuttg. 1872)
- Die erste Leichenverbrennung (die der Leiche von Lady D.) im Siemens’schen Regenerativ-Ofen (1874)
- Die Feuerbestattung; unter allen zur Zeit ausführbaren Bestattungsarten die beste Sanitätspolizei des Bodens und der sicherste Cordon gegen Epidemien (1875)
- Dr. Martin Luther’s Krankengeschichte, O. Wigand 1881.
- Die angeborne, vollständige seitliche Verlagerung der Eingeweide des Menschen (das. 1883)
- Das evangelische Glaubenslied: Ein feste Burg ist unser Gott (1884)
- Ueber die Verhütung und erste Behandlung bei der ansteckenden Cholera: Rathgeber für Jedermann (1884)
- Die Totenbestattungen der Bibel und die Feuerbestattung (Stuttg. 1893)